# ジェームズ・ランディ
ジェームズ・ランディ (James Randi, 1928年8月7日 - 2020年10月20日) は、カナダ、トロント出身の奇術師、疑似科学批判家、懐疑論者。ジ・アメージング・ランディ (The Amazing Randi) の名前でも知られる。
本名は Randall James Hamilton Zwinge。

## 経歴
ジェームズ少年15歳時、宗教集会で行われていた「降神術」の欺瞞を暴くも、逆に大人たちから「神聖な宗教の集まりを汚した」として警察に訴えられ、拘置所に4時間留置されてしまう。ランディは、このときのことを「世界中の心霊術師、超能力者にとって最も不幸な出来事」であったと語っている。彼は、このときイカサマ心霊術師に対し一生をかけた復讐を誓い、その後の人生で数多くのイカサマを暴いてきた。
1950年代から、脱出技を得意とするプロマジシャンとして活躍。1970年代には、ユリ・ゲラーとの対決で世界的な注目を集める。1980年代では、ピーター・ポポフという、信仰治療を行う人気テレビ伝道師のイカサマを暴露したことでも注目を集めた。CSICOP(サイコップ)創設メンバー。1981年に発見された小惑星「ランディ」は、彼の名誉にちなんで命名された。サイコップ主催のアンケート投票では、「20世紀を代表する懐疑論者10傑」の堂々第一位に選ばれた。
自らを「怒れる者」と称し、この「怒れる対象」とはオカルトに対してではなく、それらを無批判に信じてしまったがために、搾取、辱め、殺人に遭ってしまう状況に対しての怒りであるとしていた。ただランディ本人も自身を不完全な人間と自覚しており、軽信の背後にある人間的な思いやりを軽視したり、感情的に憤ったり、恩着せがましい態度になったり、と自らを振り返っていた。主な仕事は奇術による興行と講演、ランディの功績は科学界でも広く認められマッカーサー財団の助成金（天才助成金）を受けており、自身も「ランディ基金」を設立して科学研究への資金授与を行っていた。
オカルトを暴くサイコップとして過去に幾度か来日、1996年TBS系列で全国放送された「金曜テレビの星！すべては二〇〇人の目撃者の前で起こった！世紀の透視対決！」なる番組で千里眼少女のトリックを暴くが、放送上ではそのトリック解析部分がカットされ放送された。これにランディは激怒し、週刊朝日がランディの告発を掲載。

## プロジェクト・アルファ
マクドネル超能力研究所という超能力研究所があった。この研究所の所長に、超能力実験においていかにイカサマ師のトリックを見抜くか、ジェームス・ランディが助言を送り、また要請があれば無償で実験に立ち会うことも申し出た。ところが、ランディの申し出は断られ、助言も無視された。
ジェームス・ランディはこの研究所に2人の若いマジシャンを送り込んだ。彼らは自分達に超能力があると、研究所スタッフに思い込ませることに成功した。彼らがマジシャンであることが暴露されるまで、研究は3年間続き、その間彼らは、金属を曲げたり念写やテレパシーなどの実験をやってみせたが、研究スタッフは誰一人それが手品であることを見抜けなかった。
これがプロジェクト・アルファである。彼らがマジシャンであることが暴露された2年後の1985年に研究所は閉鎖された。

## カルロス事件
カルロス事件とは、ランディがオーストラリアのテレビ局により、企画された多くの人とメディアを詐称した事件。もともとは、チャネリング（降霊術の一つ）の疑わしさに関する企画を、オーストラリアのテレビ局プロデューサーが「マスコミ含む自国民が捏造情報をどこまで信じるか」という企画をランディに依頼したことに始まる。
この企画の打診を受けたランディは、オカルトとは何ら無関係であった知人のホセ・アルバレスをチャネラーに仕立てるべくランディのもとで綿密な仕込みを行なった。仕込みの一つとして脇の下にボールをテープで留めてこれを押しつぶして腕の脈拍を止め、偽の仮死状態を作り出すトリックなどが含まれていた。そして、1988年に2人は「アメリカで話題の」「2000歳の精霊とチャネリング」という触れ込みとともにオーストラリアを訪れ、TV局に売り込みをかけた。アルバレスは名前を「カルロス」と変え、チャネラーらしく権威があり、もっともらしく見せる為の細工や小道具を駆使して豪州のTV番組「Sixty Minutes」に出演、ランディの使った手口は小型無線機を使った初歩的な手品とコールド・リーディング、カルトで良く使われているような文言を適当に散りばめた抽象的で仰々しい「カルロス文書」と名づけた即席の教義、そして「カルロス」ことアルバレスの演技も相まって大量の信者を生み、テレビの人気者となり様々な媒体が彼を「チャネラー」として取り上げた。彼らの「興行」はシドニーのオペラハウスのショウで最高潮に達し、このタイミングを見計らいランディが事の経緯を明らかにする。呆然とする者や騙されたと知って怒り出す者、中には意味が解らずカルロスを擁護し、ペテンだと明らかになったあとでさえカルロスとその霊的でもなんでもないメッセージを信じ続けた者も居たといわれる。
豪州の視聴者を含むメディアは全てが仕込みとヤラセと知り大騒動に発展、カルロスを「本物」として扱った番組は大恥をかく事になる。ランディは「電話一本で確認すればペテンだとわかるネタが数多くあったのに、メディアはその手間すら行わず、検証も怠り鵜呑みにし、何の価値も無い電波を視聴者に向かって流し続けた。かように人が簡単に騙されやすいと同時に、メディアを騙すのも造作無い」と喝破した。

## 100万ドル超能力チャレンジ
サイコップのメンバーだったが、批判対象者からの訴訟攻撃を避けるために脱会し、1996年にマッカーサー財団から受けた助成金を基に自分の財団ジェームズ・ランディ教育財団を設立した。その財団の活動において、ランディは「100万ドル超能力チャレンジ」（$1million Paranormal Challenge) を主催。「科学的に実証できる超能力を持つ者に、100万ドルを進呈する」という趣旨で、世界中の超能力者達から挑戦を募っている。このチャレンジで超能力を実証するためには、二段階の手続きを踏まねばならず、1964年のチャレンジ開始以来、のべ1000人以上が挑戦したといわれるが、100万ドルを手にした者は出ないまま、2015年をもって終了した。
2007年6月、日本テレビ『ゲツヨル!』最終回に出演。透視能力を持つという自称霊能者の挑戦を退け、視聴者に対しては次のようなメッセージを残した。
「今日はまたひとつ超能力など存在しないことが証明されました。証明できない力を信じてはいけない。それは皆さんの人生さえ脅かすことになります。国家であれ個人であれ、イタズラに超能力を信じ込んでしまうのは極めて危険なことなのです。カルトです。このことを是非とも肝に銘じてほしい」

## 著書
- 『ノストラダムスの大誤解――イカサマまみれの伝説43の真相』皆神龍太郎監修、望月美英子訳、太田出版、1999年5月。ISBN 4-87233-459-0。